# チャンプルー
チャンプルーは、豆腐を野菜などと炒めた沖縄料理。

## 概要
チャンプルーは沖縄を代表する家庭料理の一つ。沖縄方言で豆腐を野菜などと油で炒め合わせた料理を意味する。その種類は豊富で、豆腐や炒め合わせる主な野菜の名前を頭につけて「ゴーヤーチャンプルー」「タマナーチャンプルー」などと呼ばれる。テレビやラジオの番組で沖縄の食材とともに調理法を紹介され、全国的にも家庭料理として広まっている。
標準語では簡略的に炒め物と表記されることが多く、沖縄県や沖縄栄養士会のホームページなどでも炒め物と紹介されている。1996年から2001年の国語教科書に掲載された椎名誠の短編小説「ヤドカリ探検隊」のなかでも「チャンプルーというのは、いためものって意味だ」とある。
なお、チャンプルーは「混ぜ合わせる」ことの例えとして広く用いられているが、沖縄方言のチャンプルーは名詞(料理名)であり「混ぜ合わせる」などの意味は本来はない。

## 定義
島豆腐を用いた料理であるチャンプルーに豆腐は欠かせない。アカヤチ(赤焼き＝焼き色をつける)した豆腐と炒め合わせることが野菜炒めとの大きな違いとなっていて、昭和期の料理本や研究書では豆腐料理に分類されている。
1920年生まれの料理研究家 尚道子はチャンプルーを「豆腐入り炒め物」と訳して料理番組や書籍で全国に紹介し、琉球大学 家政学部長であった 翁長君代も「必ず豆腐が入るのがチャンプルーです。時には、豚肉や玉子が加わることはあっても、豆腐ぬきではチャンプルーにはなりません」と定義している。
沖縄出身の詩人である山之口貘は「どのチャンプルーの場合にも豆腐も一緒にするのが普通である」と記し、沖縄出身のエッセイストである古波蔵保好も「強い火で鍋のあぶらを焼き、手早く豆腐などを炒めた料理」と豆腐を用いた料理と紹介している。
沖縄県と沖縄県栄養士会が公開しているすべてのチャンプルーのレシピで豆腐が食材として用いられ、NHKの料理番組きょうの料理でも豆腐を中心にした油炒めと紹介されている。
沖縄の食文化を次世代へ継承することを目的とした県の認証事業である「琉球料理伝承人」資格の取得条件となっている「担い手育成講座」の中でも「チャンプルーは豆腐の入った炒め物」と教えられる。
沖縄民謡の御馳走数え歌で「豆腐やかかすな チャンプルー」と歌われているほか、沖縄県のしまくとぅばハンドブックでも「ちゃんぷるーんり いーしぇー とーふぬ いっちょー しんかいる いーんどー（チャンプルーは、豆腐の入っているものの事を言うんだよ）」という例文が入っているなど、さまざまな形でその定義を後世に伝えていこうとしている。
一方、沖縄料理の炒め物全般を包括的にチャンプルーとする事例も増えてきている。例えば、ソーミンチャンプルーやフーチャンプルーは豆腐が入っていなくてもチャンプルーと呼ばれることも多い。

## 素材・調理法
まず、素材として用いたいのは島豆腐である。島豆腐は、民俗学者の柳田国男が「野武士の如き剛健なる豆腐」と評し、小説家の火野葦平が「琉球豆腐は釘がうてるほどかたい」と作中で形容するほど硬く、季節の野菜と炒め合わせても崩れない。島豆腐の入手が難しい沖縄県外では水切りをした木綿豆腐や厚揚げなどで代用されている。
庶民料理としてのチャンプルーは島豆腐と名前を冠する1種類の野菜を豚脂で手早く強火で炒め合わせて、豆腐と季節の野菜を味わう簡素な炒め物だった。しだいに鰹節や豚肉、卵が入り、野菜も数種類が素材に用いられるようになり、アメリカ施政権下を経てポーク・コンビーフハッシュ・トゥーナなどの缶詰類が入るようになった。
これらの素材を豚脂で炒めるのが本来の調理法だが、現在ではサラダ油など植物油を引いて炒め合わせる場合が多い。はじめに、手で千切った豆腐を焼き目がつくまで炒めて いったん皿に取り出したあと、野菜や豚肉などを順番に炒めて、焼き色のついた豆腐を戻して炒め合わせて塩や醤油などで味を調えて仕上げる。職員食堂などでチャンプルーを大量に作る際は、オーブンに大量の豆腐を並べて表面を焼いてから野菜と炒め合わせる調理法をとることもある。

## 歴史・食文化
家庭料理のため発祥はわかっていないが、料理研究家の新島正子は「婦人たちの知恵が、しらずしらずのうちに生み出した料理」として短時間で出来上がる沖縄の誇るべき庶民料理と評している。チャンプルーは琉球王国時代から食べられていて、大正時代まではタマナーチャンプルーなどが家庭で出るのは上出来の部類であったとされている。沖縄県師範学校の食堂でもチャンプルーは提供され、1916年には大味久五郎沖縄県知事が行った視察でマーミナーチャンプルーが食されている。
最後の琉球国王 尚泰王の第四王子である尚順は「昔は王子でも豆腐やマーミナ、そのほかの野菜のチャンプルーを食べることはよくあった」と1919年に証言している。なお、尚順は自らの随筆「豆腐の礼賛」でチャンプルーに触れていたり、娘の知名茂子が「父は日常、質素なチャンプルーなどを食べていた」と証言していたりと、チャンプルーを好物にあげていて庶民料理を下に見ているわけでない。
太平洋戦争以前は豆腐と野菜のみを使って作られていて、沖縄での主食が甘藷（さつまいも）から米に変わった1955年（昭和30年）頃から日常食となり、沖縄では作らない家はないと評されるほどの家庭料理の代表格となった。各家庭にあった油壺(アンダーガーミ)の豚脂を使い、鉄製の油鍋(アンダーナービ)で食材を炒め合わせて作られ、来客時のおもてなしにもチャンプルーが出されることが多かった。沖縄学の父とされる伊波普猷も来客があるとゴーヤーチャンプルーを御馳走したとの逸話が残っている。
民俗学者の石毛直道や医学者の黒田嘉一郎が指摘したように「豚脂で豆腐と野菜を炒める」のがチャンプルーの本来の特徴で本土では見られない食文化だった」としていたが、現代のチャンプルーは植物油で炒め合わせることが多く、その縁は切れかかっている。
油鍋を使って強火で食材を炒めると「チャーラチャーラ」と音がよく周辺に響いたと伝わっていて、沖縄出身の詩人である山之口貘が「豆腐の料理といえば、沖縄出身のものなら誰もがチャンプルーを思い出さずにはいられないはずである」と残すほどに家庭料理として定着した。本土復帰前に島豆腐の物価が値上がりした時には、沖縄県婦人労働組合協議会婦人部などの婦人団体が豆腐の不買運動を展開したが、その様子は「沖縄のおかずの王様ちゃんぷるーを食べない覚悟で不買運動を起こした」と表現された。
沖縄初のプロ野球選手である安仁屋宗八はチャンプルーを食べているからか本土の生野菜を食べる習慣は受け付けなかったと話し、沖縄初の力士である琉王優貴も「トーフと野菜をラードで炒めたチャンプルー」を好物にあげたほか、ボクジング世界王座防衛の国内記録保持者である具志堅用高も「チャンプルは炒めるの意味」と解説を交えながら「食べると力が返ってくる気がする」と話すなどチャンプルーは県外に進出した県民の糧ともなってきた。
チャンプルーは、手早く簡単に調理できるだけではなく、島豆腐の植物性タンパク質と野菜の食物繊維を合わせ、豚脂など油で炒めることで脂溶性ビタミンがとれるので栄養的にも理にかなっていることが沖縄県外からも評価されてきた。学者だけに留まらず日清食品の創業者である安藤百福もチャンプルーを「豆腐と野菜を一緒に炒めた」健康食として注目していた。沖縄県内では古くから着目されていて、1917年（大正6年）に沖縄県結核予防会(現：沖縄県健康づくり財団)を創設した医師の金城清松は豆腐チャンプルーの栄養価について奈良原繁沖縄県知事らに講演している。
チャンプルーはアメリカ施政権下を経てポークなど輸入加工肉を新しい食材として取り入れてきたが、これは伝統行事で使われるクーブイリチーや中身汁といった行事食ではないために新たな食材を追加しやすかったことが指摘されている。このポークなど加工肉が入った新しいチャンプルーについて、琉球大学の名誉教授や沖縄県副知事などを務めた尚弘子は「戦後版チャンプルー」と呼んでいる
家庭料理のチャンプルーは、飲食店などで食べる料理ではないという印象が強い時代もあったが、今では沖縄料理店・食堂でも人気メニューのひとつとなっている。また、沖縄県外でも家庭料理としても定着し、チャンプルーを作る際に味付け調味料を使って味を調えることが多い県外に向けた関連商品が多く販売されている。
1983年に全国学校栄養士協議会が実施した学校給食で郷土料理が提供されるイベントでも沖縄県からは「チャンプルー」が選ばれるなど県外からも沖縄を代表する料理と認知されてきた。また、1996年から2001年の国語教科書に掲載された椎名誠の「ヤドカリ探検隊」のなかで「チャンプルーというのは、いためものって意味だ」と記述されるなど全国の国語教育の場にも登場している。

## 表記
沖縄語での表記は全国的に浸透した「チャンプルー」「ちゃんぷるー」のほかに、書き言葉を重視して長音を使わない「ちゃんぷるう」「ちゃんぷるぅ」も飲食店名などで使用されている。また、八重山地方では商品名や店名などで「チャンプル」「ちゃんぷる」の表記も多く見受けられ、同じく語尾を伸ばさない「ゴーヤ」のチャンプルーを八重山地方で表記した場合には「ゴーヤチャンプル」となるケースもある。
標準語での表記は島豆腐と炒め合わせる料理法を表現するため「豆腐入り炒め物」「豆腐入り野菜炒め」とされることも昭和期には専門家を中心に見受けられたが、現代では簡略的に「炒め物」と表記されることが多い。食文化やレシピを掲載している沖縄県や沖縄栄養士会のホームページなどでも標準語では炒め物とだけ表記されている。
外国語での表記は「Chanpuru」が定着している。沖縄県は、固有名詞は沖縄特有の読み方を重視する方針をとっていて、チャンプルーもローマ字で「Chanpuru」と表記するとしている。留学生向けに外務省などが公開している留学情報サイト「STUDY in JAPAN」においても沖縄の方言で炒め物を意味する「Chanpuru」と解説されている。
沖縄県は観光客の多い中国と台湾、それに韓国向けにはローマ字表記以外を採用していて、県の出版物や観光パンフレットでは、中国語は豆腐の炒め物を示す「炒豆腐」、韓国語では表音で「찬푸루」と表記している。なお、中国で浸透している簡体字の「什锦炒菜」、繁体字の「什錦炒菜」の使用は例外として認めると定められている。

## 語源
その語源については、さまざまな説がある。いずれの説も、チャンプルーという料理の成立過程が判明していないため証拠の提示には至っていない。
たとえば、歴史学者の東恩納寛惇は、中国語の「炒腐児」に由来するとしている。これは「腐」が豆腐を意味し、豆腐を炒める料理を指すと解釈されている。さらに、簡単な料理の意味である「喰飯」、肉や野菜などを即席で炒める「雑炊」を由来とする説や、「攙烹児」「攅烹児」に由来するとして、それぞれ「攙」は混ぜる、「攅」は集める、「烹」は煮る・炒めるの調理法を意味とする説からアメリカで広まった中国料理「李鴻章雑砕(チャプスイ)」を由来とする説まである。中国語を語源とする説は多いものの、戦後の料理研究の先駆者である田島清郷は「中国語から訛ったものといわれているが明らかではない」とし、国立国語研究所も中国から伝わったとされると触れるに留まっている。
このほか、強火で手早く炒める際の沖縄方言の擬声語である「チャラミカスン」を由来とする説や長崎の郷土料理「ちゃんぽん」を沖縄方言読みしたものであるとする説、インドネシア語・マレー語で「混合・混ぜる」という意味を持つ「campur」を由来とする説などがある。

## 種類

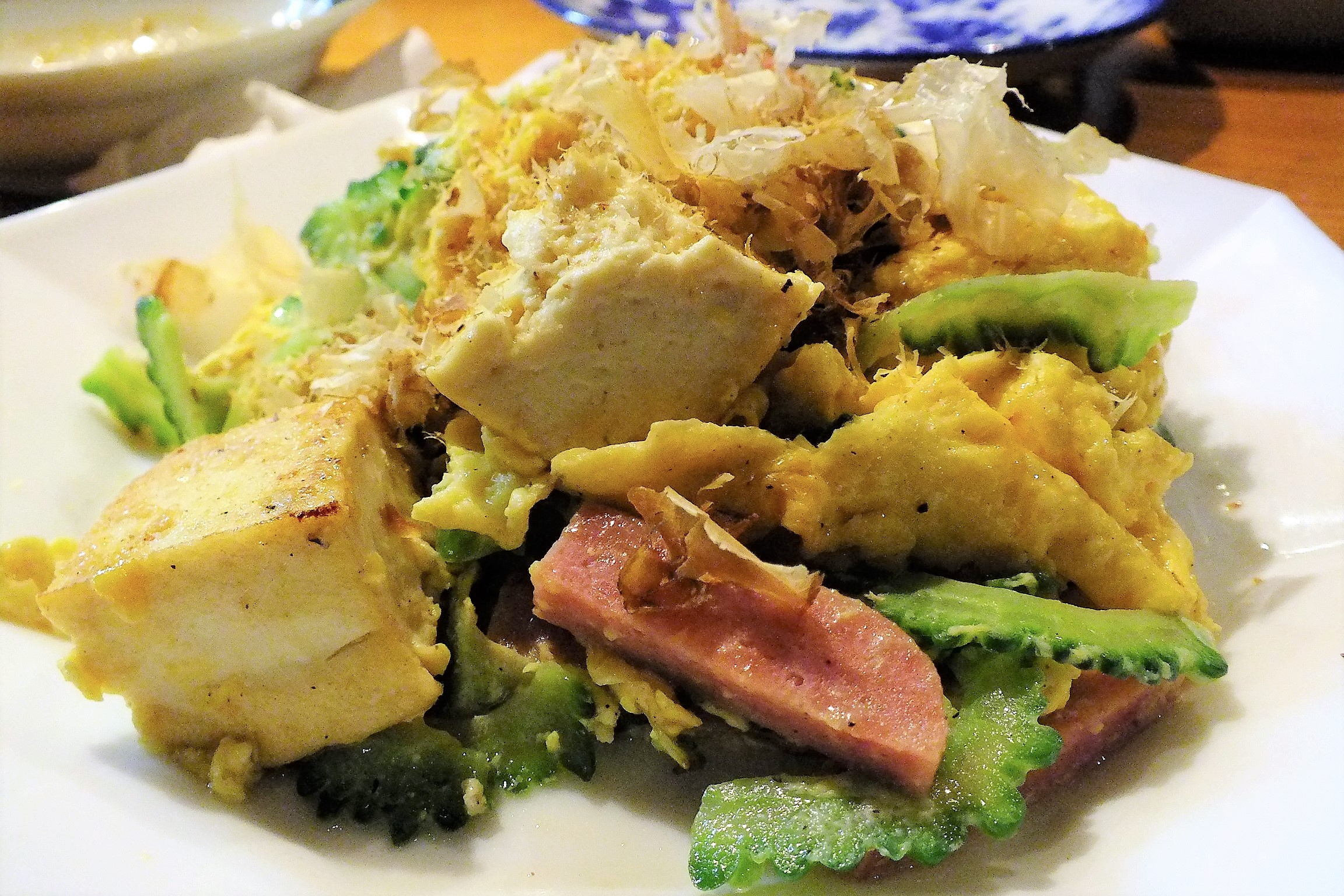
スパムを使ったゴーヤチャンプルー。（石垣島にて）

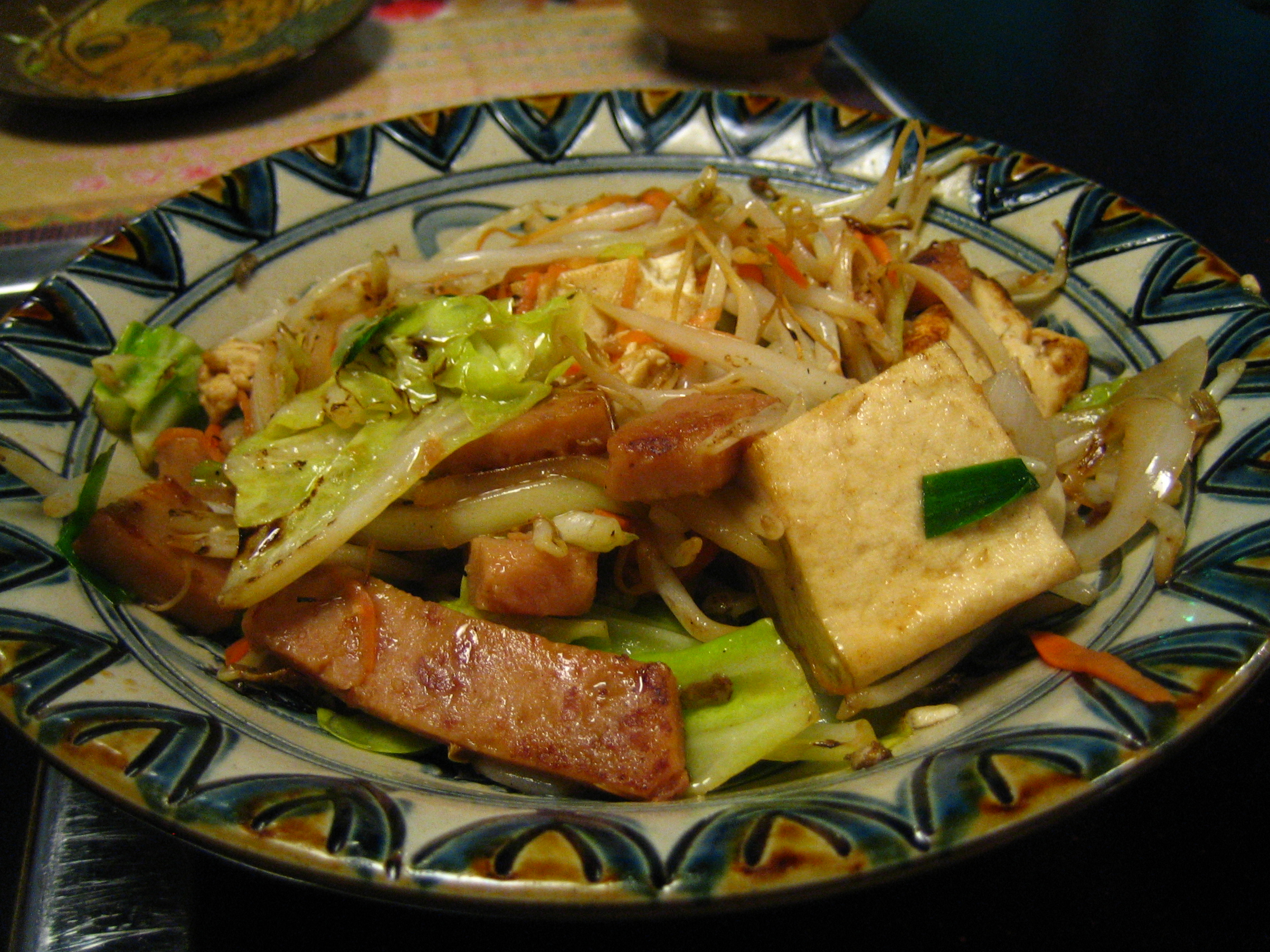
豆腐チャンプルー

現在、家庭料理としては廃れてしまっているチャンプルーも多いが、以下には料理番組や料理雑誌で紹介されることの多いチャンプルーを紹介する。
ゴーヤーチャンプルー
ゴーヤーとはツルレイシのことで、ツルレイシ(にがうり)中心のチャンプルーを指す。全国的に有名なチャンプルー。この料理が広く知られるようになったことで、ゴーヤーが全国に普及した。
タマナーチャンプルー
タマナー（玉菜）とはキャベツのことで、キャベツ中心のチャンプルーを指す。元来は、島豆腐と同様にタマナーも手で千切ったものを炒め合わせていた。
マーミナーチャンプルー
マーミナー（豆菜）とはモヤシのことで、モヤシ中心のチャンプルーを指す。季節を問わずに食べらるチャンプルーのひとつで、マーミナーは火を通しすぎない方が歯ごたえや栄養がいい。
チキナーチャンプルー
チキナー（漬菜）とは塩漬けにしたシマナー（島菜＝カラシナ）のことで、これを中心に用いたチャンプルーを指す。チキナーは水に漬けて塩を抜いてから炒め合わせる。
ラッチョウチャンプルー
ラッチョウとは、ラッキョウのことで、ラッキョウ中心のチャンプルーを指す。チャンプルーのほか、黒糖と泡盛でつけ込んだ地漬（じじき）としても好まれて食べられていた。
チリビラーチャンプルー
チリビラーとは、ニラのことでニラ中心のチャンプルーを指す。ニラはあまり火を通しすぎない方がいいとされる。食後の臭気は梅干しを食べると気にならない程度に消える。
ナーベーラーチャンプルー
ナーベーラーとはヘチマのことで、ヘチマ中心のチャンプルーのことを指す。
豆腐をいれずに油で炒めていくナーベーラータシヤーもあるが、沖縄での定番は炒め料理ではなく、素材に含まれる水分を生かして味噌煮にするナーベーラーンブシーである。このナーベーラーンブシーもチャンプルーと呼ばれたりすることもある。
パパヤーチャンプルー
パパヤーとはパパイヤのことで、パパイヤ中心のチャンプルーのことを指す。完熟して甘みの出る前の青いパパイヤを千切りにして豆腐と炒める。豆腐は入れずにイリチーにすることが多いが、パパイヤイリチーのこともチャンプルーと呼ばれることがある。
豆腐チャンプルー：トーフチャンプルー
島豆腐を中心に野菜と油で炒めた料理。国立国語研究所の沖縄語辞典にも取り上げられるなど沖縄では定番チャンプルーの一つ。詩人の山之口貘も「豆腐が主であれば、豆腐チャンプルーなのである」と記していて、 食堂などでも豆腐の量が多いものを豆腐チャンプルーと呼んでいる。
野菜チャンプルー
名前を冠することのある野菜が一緒に炒め合わされ、豆腐よりも野菜の量が多いものを野菜チャンプルーと呼ぶ。料理本や食堂によって用いられる食材が異なり自由度の高いチャンプルーとなっている。沖縄方言ではヤシェーチャンプルーやヤッセーチャンプルーなどと読む。
このほかに、ウンチェーやチンクヮー、ビラガー、トーマーミーヌファー、それにデークニなどを主な季節の野菜としたチャンプルーが知られている。また、調理法に関わらず、チャンプルーと呼ばれることが特に多くなっている炒め物としては主に次の2つがあげられる。
フーチャンプルー
フーとは麩のことで、車麩を水で戻したあと水気を切って卵液に浸したものを豆腐と野菜などと炒める。豆腐と炒め合わせないことが多く、その場合は調理法によってフーイリチー・フータシヤーと呼ばれてきたが、チャンプルーで呼ばれることも多い。
ソーミンチャンプルー
ソーミンとは素麺のことで、固めに茹でた素麺をニラやネギなどの香味野菜、ポークやベーコン、トゥーナなどと一緒に油で炒めたものを言う。本来の名称はソーミンタシヤー、仕上げで出汁を加えた場合は、デンプンが溶けてふっくらと固まった料理を意味するソーミンプットゥルーと呼ばれる。